# Ašuluk
Ašuluk (Ашулук in russo) è una località abitata russa dell'Oblast' di Astrachan', situata nel rajon di Charabalinskij.
Sono presenti solo 3 strade.